# Giovanni Prati

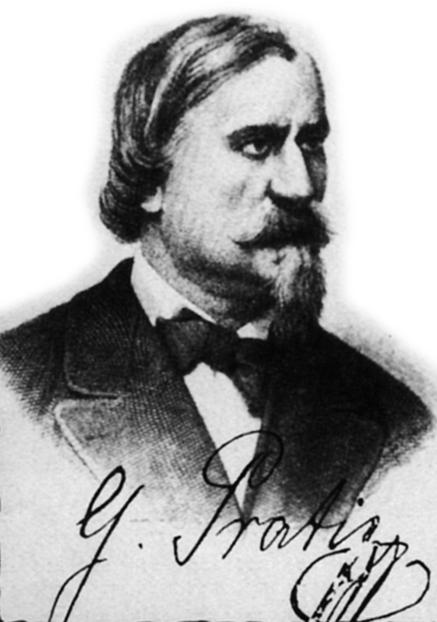
Giovanni Prati.

Giovanni Prati (Dasindo di Lomaso, province autonome de Trente, 27 janvier 1814 - Rome, 9 mai 1884) est un poète italien du XIXe siècle.

## Biographie
Giovanni Prati est né à Dasindo qui, à l'époque, faisait partie de l'Empire austro-hongrois et a fait ses études de droit à Padoue.
Se lançant dans la carrière littéraire, il a été inspiré par un sentiment anti-autrichien et de dévotion à la maison royale de Savoie.
Il avait une certaine sympathie pour l'indépendance nationale ainsi que pour la monarchie ce qui lui valut des problèmes dans les deux milieux dont en 1849, une expulsion de Toscane par Francesco Domenico Guerrazzi pour son éloge de Charles-Albert de Sardaigne.
Ses sentiments l'ont également conduit à participer à des salons (« Salotto Maffei ») à Milan, hébergé par Clara Maffei.
En 1862, il fut élu député au Parlement italien et en 1876, sénateur.
Il meurt à Rome le 9 mai 1884.
Giovanni Prati est un poète prolifique, ses volumes comportent des récits romantiques Ermenegarda (1841), lyriques dans Psyche (1875) et Iside (1878).
Ses œuvres Opere vane furent publiées en cinq volumes en 1875 et une sélection en un seul volume en 1892.

## Œuvres
- Edmenegarda (1841)

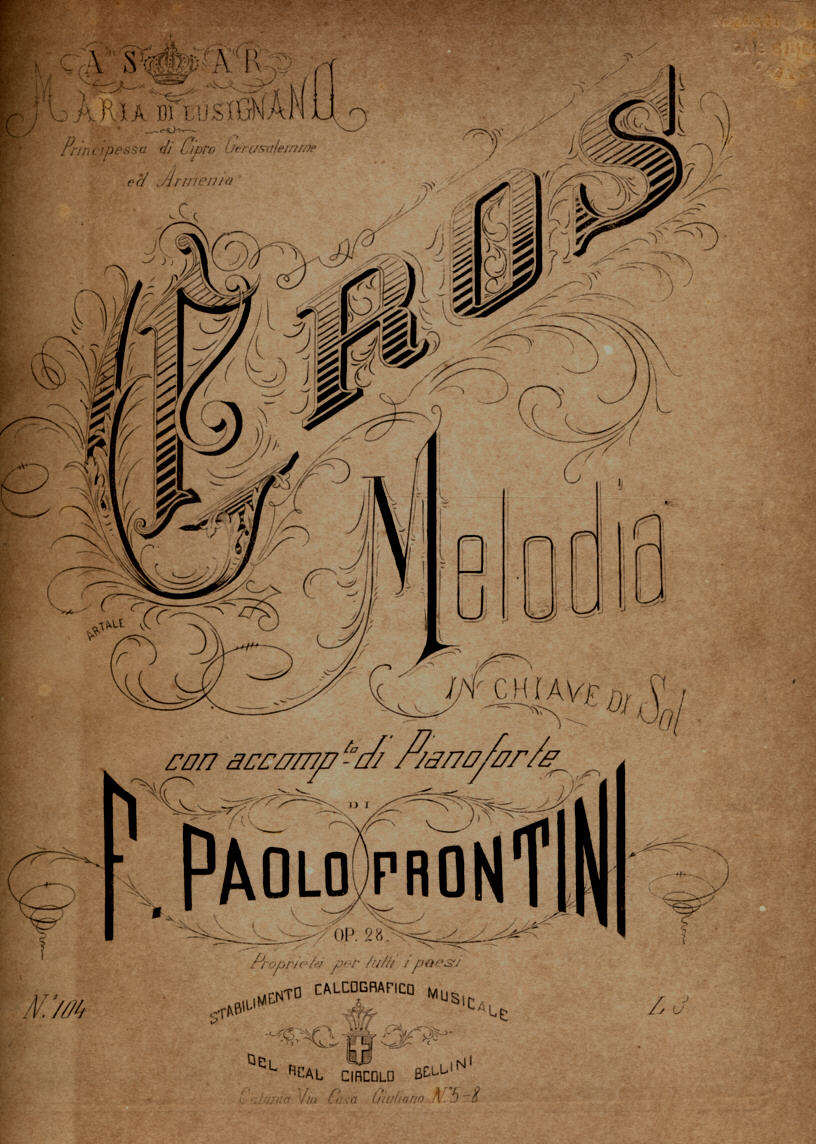
ed. Real Circolo Bellini 1878, vers de Giovanni Prati, Musique de Francesco Paolo Frontini.

- Canti lirici, chant pour le peuple et ballades (1843)
- Memoria e lacrime (1844)
- Passeggiate solitarie (1846)
- Storia e fantasia (1847)
- Rodolfo (1853)
- Satana e le Grazie (1855)
- Armando (1868)
- Psiche (1876)
- Eros (1878)
- Iside (1878)

## Sources
- (en) Cet article est partiellement ou en totalité issu de l’article de Wikipédia en anglais intitulé « Giovanni Prati » (voir la liste des auteurs).